# La Teja Pride
La Teja Pride est un groupe uruguayen de hip-hop, originaire de Montevideo.

## Histoire
Le troisième album du groupe, Efecto dominó, sort en novembre 2007 et présente à nouveau une évolution du son du groupe, étant à nouveau produit par Daniel Anselmi. En 2009, le groupe sort son quatrième album, Nómades, qu'il présente en 2010. En avril 2011, ils sortent le deuxième clip vidéo de l'album, pour la chanson Abandonado.
En 2022 sort leur album La forma del viento,.

## Discographie

### Albums studio
- 2003 : Filosofías de insomnio (Bizarro Records)
- 2005 : Tiempos modernos (Bizarro Records)
- 2007 : Efecto dominó (Bizarro Records)
- 2009 : Nómades (Bizarro Records)
- 2012 : Las palabras y la tormenta (Bizarro Records)
- 2014 : Rompecabezas (Bizzarro Records)
- 2015 : Cazadores de gigantes (Bizzarro Records)
- 2022 : La forma del viento (Bizzarro Records)

### EP
- 1998 : La Teja Pride EP (indépendant)
- 2002 : Sueños de invierno (indépendant)
- 2009 : Colección de pequeños errores y otras falacias rítmicas (Nota Negra)

### Compilations
- 2001 : Oeste Pro Funk (indépendant)
- 2004 : Tributo a Neruda: Marinero en Tierra, volumen 2 (Bizarro Records)